# Odette (película)
Odette es una película inglesa de guerra de 1950 basada en la historia real de la Dirección de Operaciones Especiales (SOE) donde la agente francesa Odette Sansom, que fue capturada por los alemanes en 1943, condenada a muerte y enviada al campo de concentración de Ravensbrück para ser ejecutada. No obstante, contra todo pronóstico sobrevivió la guerra y testificó contra los guardias de la prisión en Hamburg Ravensbrück Trials. Fue premiada al George Gross en 1946; la primera mujer en recibir el premio, y la única mujer que lo ha conseguido en vida.
Anna Neagle interpreta a Odette Sansom y Trevor Howard interpreta a Peter Churchill, el agente británico con el que ella trabajó y se casó tras la guerra. Peter Ustinov interpreta al operador de radio. El coronel Maurice Buckmaster, quien fue el jefe de la sección francesa de la SOE, se interpretó a él mismo en la película, como lo hizo Paddy Sproule,
otra agente de FANY en SOE.
La película fue dirigida por Herbert Wilcox, y el guion de Warren Chetham-Strode se basó en la novela no ficticia de Jerrard Tickell, Odette: The Story of a British Agent. Se produjo conjuntamente con el equipo de marido y mujer Herbert Wilcox y Anna Neagle.
Tanto Odette Sansom (por entonces Odette Churchill) como Peter Churchill trabajaron en calidad de asesores técnicos durante el rodaje, y la película acaba con un mensaje de Odette.

## Reparto
- Anna Neagle – Odette Sansom
- Trevor Howard – Capitán Peter Churchill
- Marius Goring – Coronel Henri
- Bernard Lee – Jack
- Peter Ustinov – Teniente Alex Rabinovich
- Maurice Buckmaster – Él mismo
- Alfred Schieske – Comandante del campo Fritz Suhren
- Gilles Quéant –  Jacques
- Marianne Walla – Celadora de las SS
- Fritz Wendhausen – Coronel

## Recepción
Esta película fue la cuarta más popular en las taquillas británicas en 1950.